# بیلیدا بوچر
بیلدا جین بوچر (متولد ۱۶ سپتامبر ۱۹۶۱) یک نوازنده و خواننده و ترانه‌سرای انگلیسی است که بیشتر به عنوان خواننده و گیتاریست گروه شوگیز مای بلادی ولنتاین شناخته می‌شود. بوچر در لندن به دنیا آمد و بزرگ شد و بعداً با والدین و خواهر بزرگترش جوآن به گلدن ولی، دربی شایر، دهکده ای کوچک در حومه شهر نقل مکان کرد. بوچر سه پسر به نام‌های توبی، بیلی و دیوی دارد.